# El adiós de Jeans en vivo
El adiós de Jeans en vivo es el título de la última producción de la banda musical Jeans. Fue grabado bajo la dirección de Alberto Mantovani en el Teatro Metropólitan de la Ciudad de México el 19 de octubre de 2008. Además incluye un DVD del concierto y 4 vídeos que lanzaron mientras el grupo estuvo bajo el sello, Quimera Sound Entertainment.
El primer sencillo del álbum fue «Entre azul y buenas noches».

## Lista de canciones
CD
1. Intro.
2. Me Pongo Mis Jeans.
3. La Ilusión Del Primer Amor.
4. Nueva Generación.
5. No Somos Ángeles.
6. Tu Falso Amor.
7. Tu Canción Feliz.
8. La Mujer Maravilla.
9. Cómo Duele.
10. Corazón Confidente.
11. Lo Que Siento.
12. Medley: A Cuentagotas / Muero Por Ti / Enamorada.
13. Dime Que Me Amas.
14. Músicos.
15. Estoy Por Él.
16. Tal Vez.
17. Entre Azul Y Buenas Noches.
18. Sólo Vivo Para Ti / Enferma De Amor.
19. Pepe.
20. Fue Por Ti.

DVD
1. Intro.
2. Me Pongo Mis Jeans.
3. La Ilusión Del Primer Amor.
4. Nueva Generación.
5. No Somos Ángeles.
6. Tu Falso Amor.
7. Tu Canción Feliz.
8. La Mujer Maravilla.
9. Cómo Duele.
10. Corazón Confidente.
11. Lo Que Siento.
12. Medley: A Cuentagotas / Muero Por Ti / Enamorada.
13. Dime Que Me Amas.
14. Popurrí: Te Quiero / ¿Dónde Estás? / Tonta / Escaparé Contigo / Tan Dentro De Mí / Estoy Por Él.
15. Músicos.
16. Estoy Por Él.
17. Tal Vez.
18. Entre Azul Y Buenas Noches.
19. Sólo Vivo Para Ti.
20. Enferma De Amor.
21. Yo No Te Pido La Luna.
22. Pepe.
23. Fue Por Ti.

- Datos: Q5476029